# إيرا 2
إيرا 2 هو ثاني ألبوم للفرقة الموسيقية الفرنسية إيرا تم طرحه في يونيو 2000، وقد تم طرح 10 أغاني في هذا الألبوم، أبرزها ديفانو وإنفانتي.

## الأعمال
1. أومن سور
2. ديفانو
3. ديفوري أمانتي
4. سنتنس
5. دونت يو
6. إنفانتي
7. مادونا
8. هيمن
9. ميسيري ماني
10. ان فاين

## روابط خارجية
- إيرا 2 على موقع أول موفي (الإنجليزية)